# 雄羅駅
雄羅駅（웅라역、ウンナえき）は、朝鮮民主主義人民共和国羅先特別市羅津区域に位置する朝鮮民主主義人民共和国鉄道省咸北線の鉄道駅である。

## 歴史
- 日時不明：開業。

## 隣の駅
朝鮮民主主義人民共和国鉄道省
咸北線
寛谷駅 - 雄羅駅 - 羅津駅